# Situs
Situs (von lateinisch situs „Lage, Stellung“) ist ein medizinischer Begriff mit kontextabhängig unterschiedlichen Bedeutungen.

## Anatomie

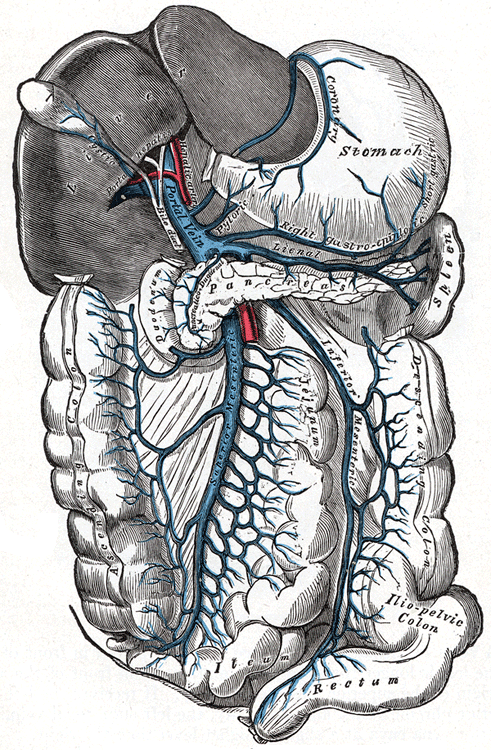
Normaler Situs der menschlichen Bauchorgane in einer anatomischen Zeichnung

Als Situs bezeichnet man in der topografischen Anatomie in der Regel die Lageverhältnisse der inneren Organe zueinander.
Die gewöhnliche Lage der inneren Organe wird Situs solitus genannt.
Als Situs inversus totalis, kurz Situs inversus, bezeichnet man im Gegensatz zur Normalsituation eine spiegelverkehrte Lage aller inneren Organe, was normalerweise keine gesundheitlichen Beeinträchtigungen mit sich bringt.
Bei einem Situs inversus partialis (Heterotaxie) sind lediglich ein Teil der inneren Organe auf die Gegenseite verlagert. Da es vielfältige Möglichkeiten eines solchen Rechts-Links-Austausches gibt, ist er Merkmal verschiedener Erkrankungen.
Von einem Situs inversus ambiguus, kurz Situs ambiguus wird einerseits gesprochen, wenn in einer Person Komponenten des Situs solitus und des Situs inversus zu finden sind. Diese Definition entspricht der des Situs inversus partialis.
Andererseits wird von einem Situs inversus ambiguus gesprochen, wenn normalerweise seitlich (lateral) liegende Organe in Richtung der Körpermitte verlagert sind. Auch hierbei treten verschiedene Krankheitsbilder auf.

## Geburtshilfe
In der Geburtshilfe wird die Lage des Fetus in der Gebärmutter (Schädel-, Becken-, Quer- oder Schräglage) Situs genannt, sie ist eine Komponente der Kindslage. Der Situs des Fetus kann sowohl vom Gynäkologen wie auch von der Hebamme bestimmt werden.

## Chirurgie

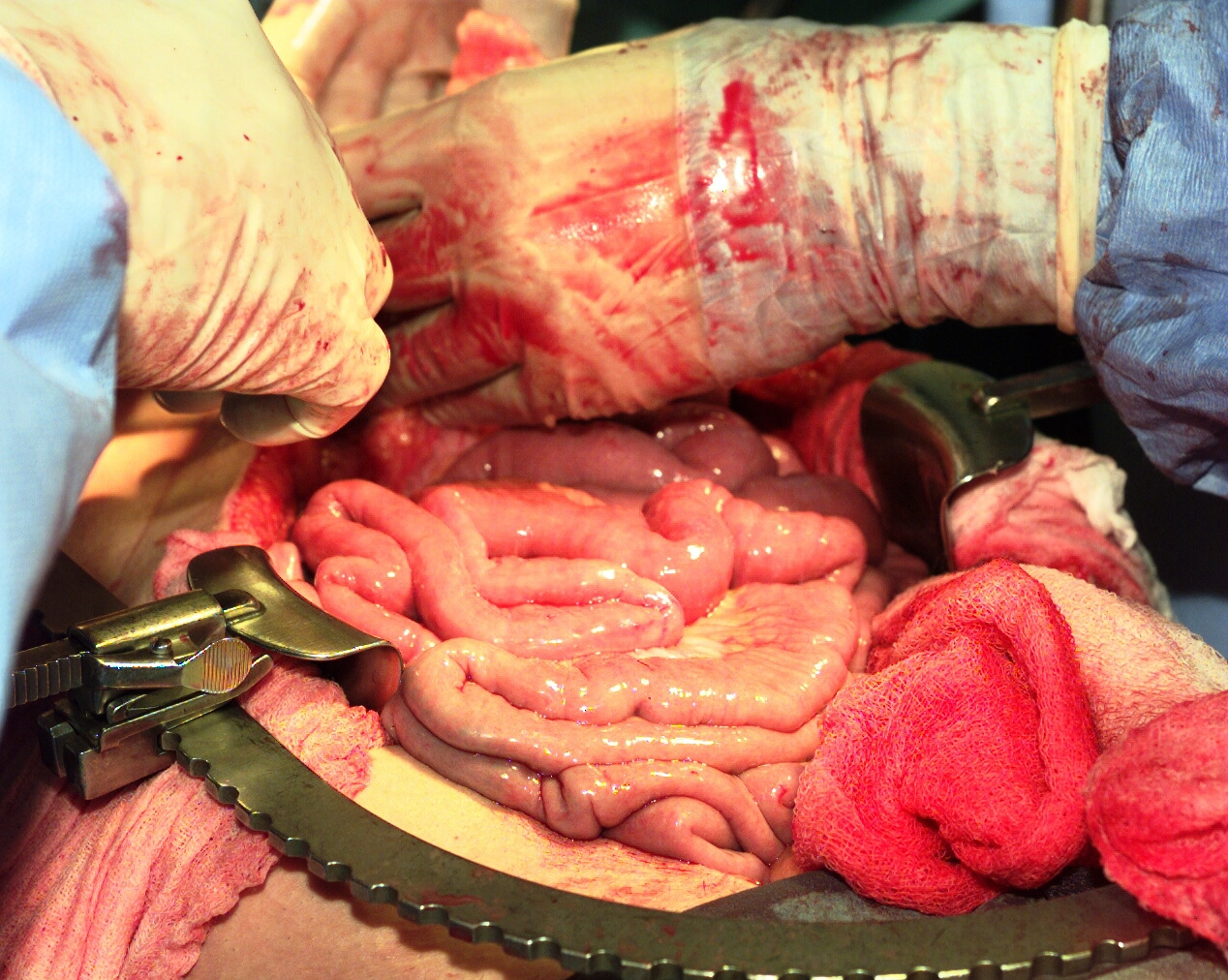
Bauchoperation mit sichtbaren Dünndarmschlingen in Normallage bei durch Retraktor und eingesetzten Rochardhaken offengehaltenem Abdomen.

Abweichend ist der chirurgische Sprachgebrauch. Dort wird als Situs das eröffnete Operationsgebiet bezeichnet. Im Besonderen ist bei der minimal-invasiven Schlüssellochchirurgie vor Beginn jedes Eingriffs die exakte Kenntnis des Situs unabdingbar.